# 木村作次郎

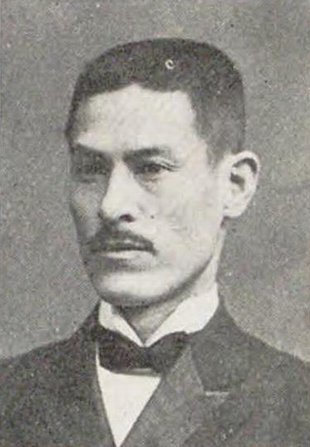
木村作次郎

木村 作次郎（きむら さくじろう、明治5年7月5日（1872年8月8日） - 昭和23年（1948年）12月20日）は、日本の衆議院議員（立憲政友会）、ジャーナリスト。

## 経歴
岐阜県安八郡大垣町（現在の大垣市）出身。上田甚助の長男として生まれ、木村家の婿養子となった。東京法学院（現在の中央大学）で学び、雑誌「濃州」を発刊した。のち日刊に改め、美濃新聞社、美濃大正新聞社の経営にあたった。大垣町会議員、安八郡会議員、大垣市会議員、大垣市会副議長、岐阜県会議員を歴任した。
1920年（大正9年）、第14回衆議院議員総選挙に出馬し、当選。第19回・第20回でも再選された。